# Quận Marion, Florida
Quận Marion là một quận thuộc tiểu bang Florida, Hoa Kỳ. Quận lỵ đóng ở Ocala6. 
Dân số theo điều tra năm 2010 của Cục điều tra dân số Hoa Kỳ là 331298 người.

## Địa lý
Theo Cục điều tra dân số Hoa Kỳ, quận này có diện tích 4310 km2, trong đó có 200 km2 là diện tích mặt nước.